# Focke-Wulf Fw 189
Focke-Wulf Fw 189 Uhu (також відомий як «Рама» та «Der fliegende Auge») — німецький багатоцільовий двомоторний, двобалочний, тримісний літак, виробництва фірми «Фокке-Вульф» (нім. «Focke-Wulf»). Під час Другої світової війни виконував завдання з повітряної розвідки та як літак зв'язку. Всього виготовлено 830 екземплярів. Перший політ здійснено 23 липня 1938, прийнято на озброєння Люфтваффе в кінці 1941, знято з озброєння у 1945.

## Тактико-технічні дані для Focke-Wulf Fw 189 A2

### Льотні характеристики
- Максимальна швидкість: 347 км/г
- Крейсерська швидкість: 323 км/г на висоті 2400 м
- Посадочна швидкість: інформація відсутня км/г
- Практична стеля: 7300 м
- Швидкопідйомність: інформація відсутня хв
- Максимальна дальність польоту: 665 км
- Максимальний час перебування у польоті: 2,10 год

### Технічні характеристики
- Екіпаж: 3 чоловік
- Довжина: 12,00 м
- Висота максимальна: 3,10 м
- Розмах крила: 18,40 м
- Площа крила: 36,80 м²
- Площа елеронів: інформація відсутня м²
- Площа закрилок: інформація відсутня м²
- Площа хвостового оперення: інформація відсутня м²
- Площа руля: інформація відсутня м²
- Площа найбільшого перерізу фюзеляжу: інформація відсутня м²
- Вага порожнього: 2832 кг
- Нормальна злітна вага: 3955 кг
- Максимальна злітна вага: 4175 кг
- Маса корисного навантаження: інформація відсутня кг
- Двигуни: два Argus As-410A1 [Архівовано 27 грудня 2013 у Wayback Machine.], потужністю 465 к.с. при 3100 об/хв кожний[4] на злеті та 415 к.с. на висоті 2400 м[5]
- Об'єм палива: 2×110 л
- Об'єм мастила: інформація відсутня л
- Витрата палива: інформація відсутня л/100 км
- Витрата мастила: інформація відсутня л/100 км

## Історія створення та експлуатації

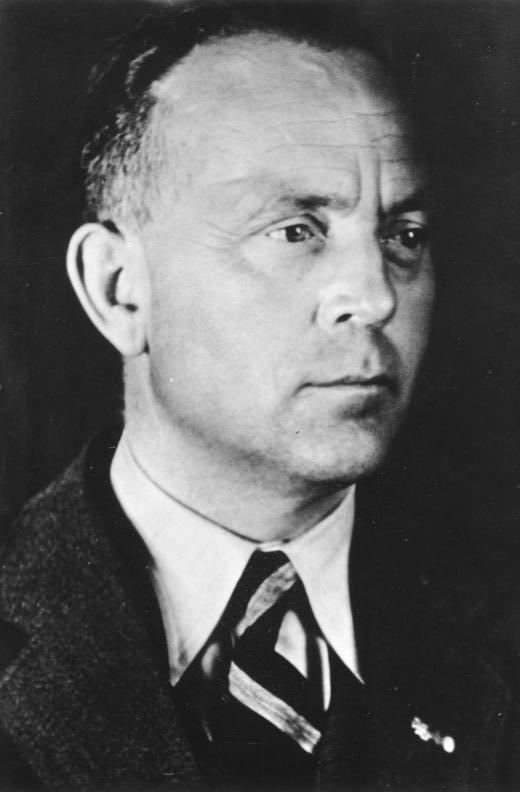
Курт Танк, березень 1941

У 1937 Рейхсміністерство авіації Третього Рейху (RLM), видало технічне завдання на тактичний тримісний літак-розвідник малої дальності, з гарним круговим оглядом, для підтримки німецької армії, на заміну Henschel HS 126. За реалізацію завдання взялися три фірми — «Arado Flugzeugwerke», «Focke-Wulf» та пізніше «Hamburger Flugzeugbau». Проект «Арадо» отримав позначення Аг 198, «Гамбургер Флугцойгбау» — Bv 141.
Fw 189 створено інженером фірми Е. Козелєм (нім. E. Kösel), під загальним керівництвом Курта Танка. З самого початку розроблявся в трьох варіантах: А — розвідник-корригувальник, В — навчальний літак, С — штурмовик. У квітні 1937 RLM замовило фірмі три дослідних літаки в конфігурації розвідника. 23 липня 1938, через 15 місяців після отримання технічного завдання на проектування, головний конструктор та головний льотчик-випробувач фірми «Фокке-Вульф» Курт Танк, підняв перший прототип Fw 189V1 (V — Versuchsmuster, експериментальний) в повітря. Літак мав цивільну реєстрацію D-OPVN. Прототип отримав власне ім'я «Eulen» (Сова), яке в серійному виробництві замінили на «Uhu» (Пугач).

Fw 189 A1

### Виробництво
Перший дослідний розвідник Fw 189 виготовили влітку 1938, а у серпні 1938 на випробування вийшов другий дослідний літак Fw 189V2 (D-OVHD), у вересні — третій, Fw 189V3 (D-ORMH). На початку 1940 на заводі Focke-Wulf Flugzeugbau GmbH у Бремені почалося виробництво передсерійної партії з десяти Fw 189А0. Виробництво Fw 189 на заводі в Бремені поступово згорталося на користь винищувачів. Пізніше основне виробництво та загальне збирання літаків було налагоджено на празькому авіазаводі «Aero». В кінці 1941 виробництво з Бремена почали переводити до Франції на завод «SNCASO» у Бордо-Мерін'як. У лютому 1943 заводи в Бремені та Празі припинили випуск Fw 189, проте завод у Франції продовжував виготовлення літака до початку 1944.
Виробництво за типами та авіапідприємствами:
| Версія         | Focke-Wulf | SNCASO | Aero | Разом за версією |
| -------------- | ---------- | ------ | ---- | ---------------- |
| A1             | 147        |        | 204  | 351              |
| A2             | 53         | 293    |      | 346              |
| A3             |            |        | 133  | 133              |
| Всього літаків | 200        | 293    | 337  | 830              |

## Участь у бойових діях

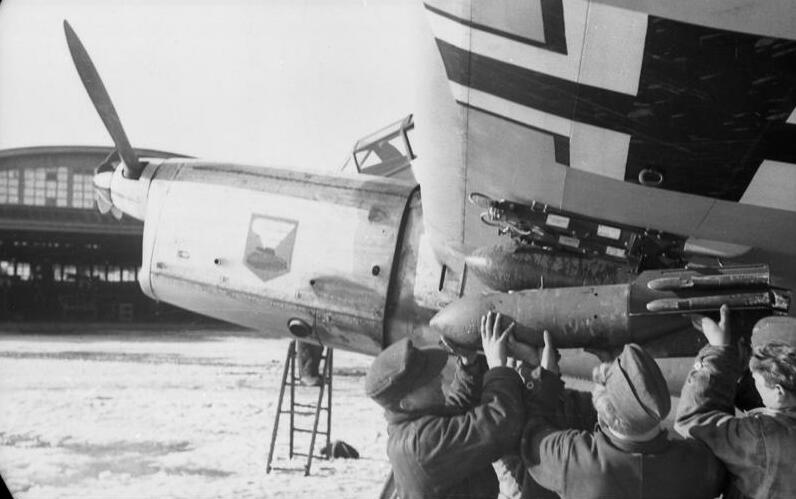
На Східному фронті

Початок німецько-радянської війни Люфтваффе зустріли із застарілим розвідником Henschel HS 126. Fw 189A1 надійшли в бойові ескадрильї восени 1941 — першою, у листопаді 1941, їх отримала ескадрилья 2(F)/11.
Зазвичай спостерігачі-розвідники, з висоти близько 1000 м, слідкували за перекиданням піхоти і танків, виявляли резерви, коректували вогонь артилерії, фотографували стоянки літаків, склади тощо. Працювали практично в будь-яких метеоумовах, а якщо протидія ППО виявлялася сильною, то розвідники піднімалися на висоту до 3000 м.
Більшість Fw 189 переважно оперувало на Східному фронті. Літак відзначався надзвичайною живучістю, міг повернутися на свій аеродром з важкими пошкодженнями. Високо оцінювався німецькими пілотами та польовими військами, а серед радянських винищувачів «Рама» вважалася почесним та важким трофеєм.

## Експлуатація в інших країнах
- ВПС Словаччини — 14 Fw 189A1 отримано взимку 1942/1943, експлуатувалися по 1944
- ВПС Угорщини — 14 Fw 189A1 отримано навесні 1943, експлуатувалися по 1945[3]
- ВПС Болгарії — декілька машин
- ВПС Румунії — декілька машин, використовувався як навчальний літак. Один з цих літаків, після того, як Румунія оголосила війну Німеччині, було передано для вивчення в НДІ ВПС Радянського Союзу[3].

## Опис літака
Фюзеляж суцільнометалевої конструкції, моноплан, складається з центральної скляної, із пласких листів плексигласу, гондоли, і двох окремих хвостових балок. Над нижнім склом монтувалися металеві ґрати для запобігання продавлювання плексигласу ногами. Кабіна екіпажу обладнана системою обігріву. У передніх частинах балок розміщені двигуни і основні опори шасі. Хвостове оперення суцільнометалеве. Шасі літака прибирається.
Силова установка складалася з двох 12-циліндрових двигунів повітряного охолодження Argus As-410A1 [Архівовано 27 грудня 2013 у Wayback Machine.] злітною потужністю 465 к.с. при числі обертів мотора 3100 об/хв. Обертальний момент двигуна через редуктор з передавальним відношенням 2:3 передавався на дволопатевий дерев'яний повітряний гвинт змінюваного кроку; діаметр повітряного гвинта 2600 мм. Двигун кріпився до мотора́ми. У кожній мотогондолі встановлено по паливному баку на 110 літрів та по два дистанційно керованих вогнегасника.
До складу радіообладнання Focke-Wulf Fw 189 входили радіоприймач Е-17, радіопередавач S-17, комутаційна апаратура BG-17 і перетворювач сигналів U-17. Також літак комплектувався фоторозвідувальним обладнанням.

## Озброєння
Озброєння складалося з кулеметів і бомб на зовнішній підвісці. У товщі центроплана по бортах центральної гондоли монтувалось по одному спрямованому вперед нерухомому кулемету MG 17 калібру 7,9 мм. Рухомий оборонний кулемет MG 15 монтувався на кормовій поворотній турелі «Ікарія» кругового обертання. Турель кріпилася до фюзеляжу болтами, привід — електричний. Ще один кулемет MG15 встановлено на закінцівці центральної гондоли, стрільба з нього велася через зсувний люк.
Бомбове навантаження складалось з чотирьох 50-кг бомб, що підвішувались на змонтовані на нижній поверхні центроплана бомботримачі ЕТС-50. Передбачалася підвіска на бомботримачі димогенератору S-125, призначеного для постановки димової завіси.

## Близькі за характеристиками літаки в інших країнах

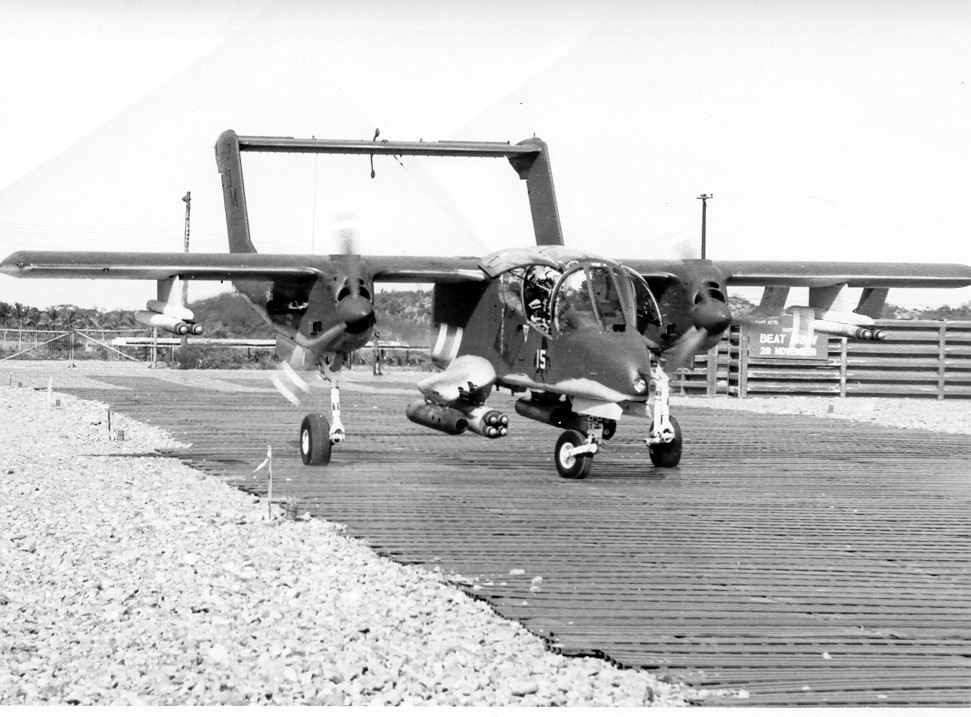
OV-10A Bronco зі штурмової ескадрильї VAL-4 «Чорний поні» у В'єтнамі

Радянський Союз (ДКБ Сухого) на базі Fw 189 розробив та у 1947 збудував Су-12 — експериментальний двомоторний розвідник-коригувальник артилерійського вогню, проте далі держвипробувань справа не пішла.
У 1964 США розробили OV-10 Bronco — легкий штурмовик та розвідник.

### Відео
- Fw 189 A2 на YouTube [Архівовано 30 листопада 2013 у Wayback Machine.]

### Виноски
1. ↑  Димогенератор — пристрій для утворення диму